# Pliocardia krylovata
Pliocardia krylovata is een tweekleppigensoort uit de familie van de Vesicomyidae. De wetenschappelijke naam van de soort is voor het eerst geldig gepubliceerd in 2012 door A. M. Martin & Goffredi.